# ブーツ (ドラッグストア)
ブーツ(Boots)は、イギリスのドラッグストアチェーンである。

## 概要

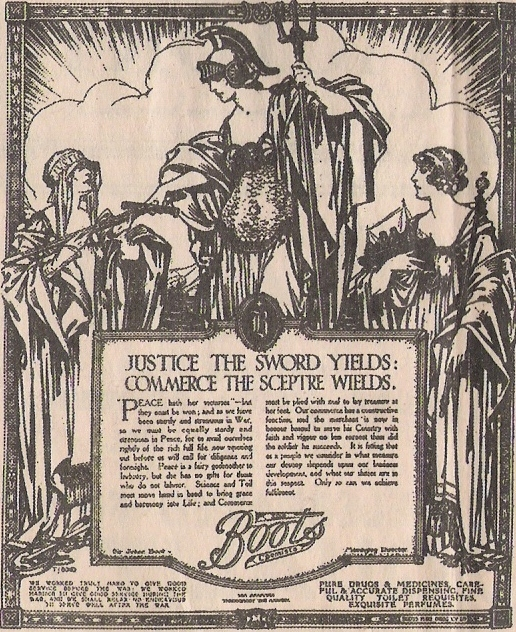
ブーツの広告（1911年）

1849年、ブーツ夫妻がノッティンガムに開いたハーブ薬店がルーツであり 、化粧品の『No7』（ナンバーセブン）などオウンブランド（PB）が有名である。
2007年からは、スイスに本拠を置くアライアンス・ブーツ（英語版）の構成企業となっていた。2014年8月にアライアンス・ブーツはアメリカの同業チェーンであるウォルグリーンにより買収されることが発表され、同年12月31日に、ブーツ、ウォルグリーン両社の持株会社であるウォルグリーン・ブーツ・アライアンス（NASDAQ: WBA）が設立、ブーツはその構成企業と位置づけられることになった。

## 店舗展開

### ヨーロッパ

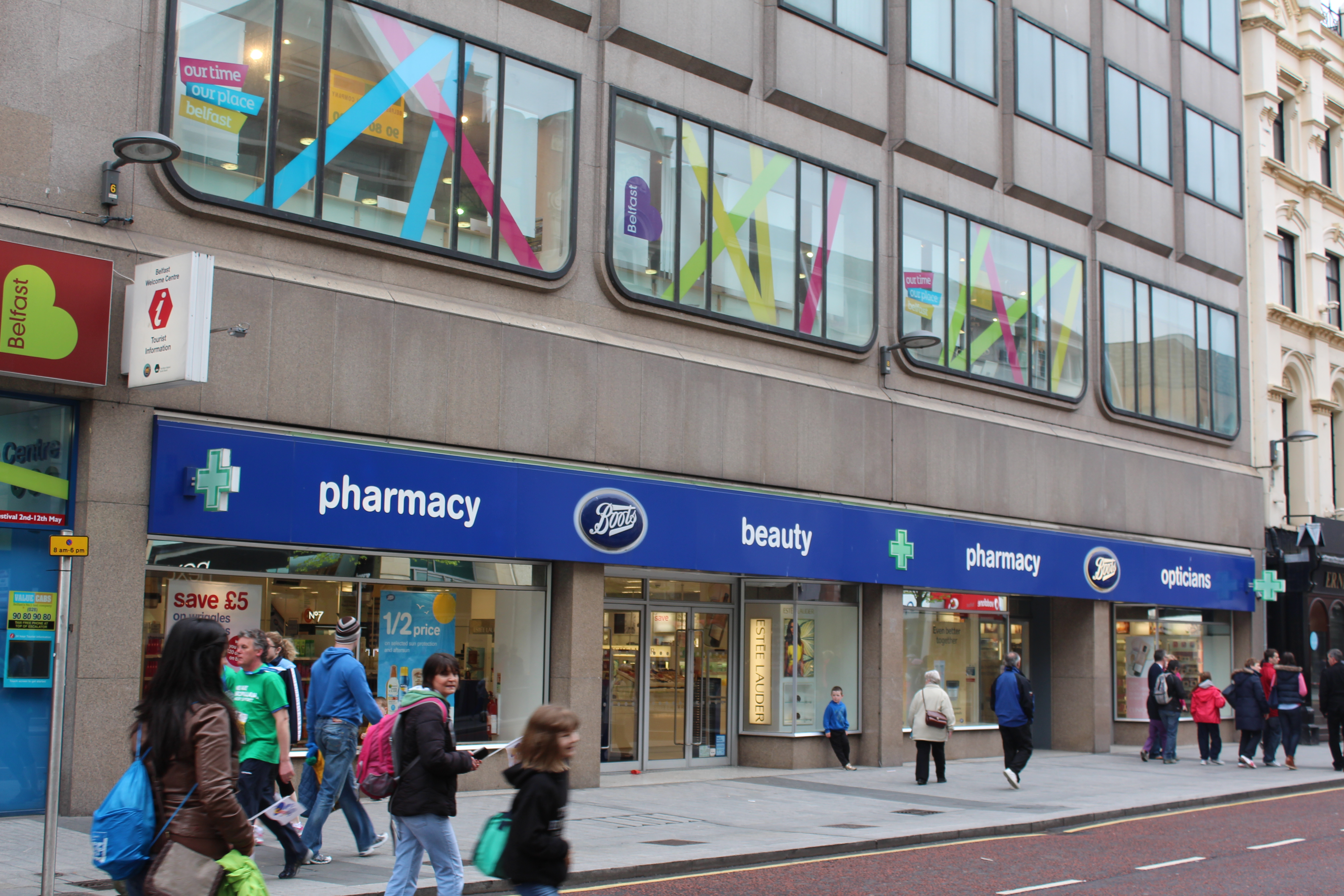
ベルファストにあるブーツの店舗

- イギリス
- アイルランド
- オランダ
- ベルギー
- ノルウェー
- スウェーデン

### 中近東
- アラブ首長国連邦
- カタール
- バーレーン
- クウェート

### アジア
- タイ
- シンガポール
- マレーシア
- 香港
- 韓国(新世界イーマート)

### 日本における展開
日本ではブーツ社が三菱商事と合弁でブーツ・エムシー株式会社を1998年に設立し（出資比率はそれぞれ51%：49%）、1999年7月30日、原宿（東京都渋谷区神宮前）に1号店をオープン。その後吉祥寺・銀座・横浜三越へと店舗を拡げた。また薬事法の関係から、日本にストアブランドの医薬品を持ち込むことが難しく、ナショナルブランド商品の比率を高めていた。
高級化路線で市場開拓を進め、一方で単なる安売りではなく、2個買ったらもう1個サービスするなど他との差別化を図り、最終的に300店舗の展開を目指していたが、他社との競合に敗れて2001年8月に日本から撤退した。